# フランツ・ヴュルナー
フランツ・ヴュルナー（Franz Wüllner, 1832年1月28日 – 1902年9月7日 ）は、ドイツの作曲家、指揮者、ピアニスト。リヒャルト・ワーグナーの『ラインの黄金』と『ワルキューレ』の初演を指揮した。ワーグナー自身はヴュルナーを気に入らず、ハンス・フォン・ビューローとヘルマン・レーヴィの指揮を好んだ。父は古典文献学者のフランツ・ヴュルナーで、弟に物理学者のアドルフ・ヴュルナー、子にテノール歌手のルートヴィヒ・ヴュルナーがいる。

## 略歴
プロイセン王国ヴェストファーレン州のミュンスターに生まれる。デュッセルドルフのギムナジウムの校長を務めていた父フランツが1842年に亡くなると一家はミュンスターに戻り、ヴュルナーはそこでカール・アルノルトにピアノと作曲を師事した。1846年から1850年までミュンスターとフランクフルトでアントン・シンドラーに師事し、フランクフルトで1852年までフェルディナント・ケスラーに音楽理論を師事している。1850年から1854年まで行った演奏旅行ではルートヴィヒ・ヴァン・ベートーヴェンの後期ピアノソナタを弾いた。1850年から翌1851年にかけての冬にはベルリンでエドゥアルト・グレル、ジークフリート・デーン、カール・フリードリヒ・ルンゲンハーゲンとともに過ごし、演奏旅行で訪れたブリュッセル、ケルン、ブレーメン、ハノーファー、ライプツィヒでも研鑽を続けた。1854年にはミュンヘンに移り、1856年にミュンヘン音楽大学のピアノ講師となった。1867年に創設されたミュンヘン音楽学校の合唱クラスを受け持ち、読譜と視唱、声楽の訓練のためのコールユーブンゲン（ソルフェージュ参照）を作成した。
1869年にビューローの後任でバイエルン国立管弦楽団の指揮者となった。彼は『ラインの黄金』（1869年）と『ワルキューレ』（1870年）初演の指揮を務めた。1876年、最初のバイロイト音楽祭『ニーベルングの指環』全曲公演前のことだった。1877年、ドレスデンでカペルマイスターと芸術大学の音楽監督を務める。1884年、ケルン音楽大学のディレクターとオーケストラの指揮。1864年からはニーダーライン音楽祭で指揮を務めた。
ブラウンフェルスで没した。作曲家としても多くの作曲を残した。彼の門下生の中ではウィレム・メンゲルベルクやエリー・ナイが知られている。
こんにち、日本で最もヴュルナーの名前を有名にしているのは、おそらく『コールユーブンゲン』であろう。視唱のための練習曲集であり、日本の音楽大学の多くはソルフェージュの入学試験でこれを取り入れている。

## 著作
- 『コールユーブンゲン』ISBN 4943836011他（翻訳、出版社多数）